# 近畿予備校
近畿予備校 (きんきよびこう)は、学校法人 近畿予備校が運営する京都市上京区烏丸今出川にある大学受験予備校である。開校は1949年。略称は近予備（きんよび）。
現在は、Kinyobi医進として既卒生対象の医学部受験専門コースを開講している。

## 概要
かつては、京大・国公立医学部に毎年300人以上の合格者を出し 京都大学医学部・京都府立医科大学の合格者の3割以上を占めていた時期もあり、京大受験・難関校に強い予備校として知られていた。昭和40年代から60年頃までが、合格実績のピークであった。当時は、理科3（2）クラス、医科1（2）クラス、文科1クラスで合計1300名の定員であった。しかし、三大予備校が全国展開するようになり、京都ローカルの予備校として劣勢となり、少しずつ合格実績は悪化していった。1997年に、効率化のためにバーコードを記載した出席カードで出席管理を始める。大阪市のベンチャー企業が開発したばかりのシステムで話題を呼んだ。
2009年頃からの「大学全入時代」に備え、近畿予備校では2000年春から北海道の通信制高校のサポート校を併設した。同校の講師が授業の空き時間を使って通信制高校の生徒を指導するシステムだった。また京都の通信制高校の生徒も受け入れ、卒業に必要な単位や課題レポートの受付け等を行った。このような通信制高校生のサポートのために、空き教室を改造して専用の教室も確保した。このようなサポート校は、高校中退者や不登校の生徒が急増する中で、大手予備校の河合塾、代々木ゼミナール、駿台予備学校も同様に同じような体制を東京や大阪で開始している。校長の梅垣清志はこういった取り組みについて、「少子化に加え、何浪しても京大という骨っぽい受験生が減り、入れる大学しか受けようとしない生徒が増えており、予備校の使命は終わった」と受験生自体の考え方の変化についてコメントした。当時京都府内には認可を受けた予備校が9校あり、1999年度の生徒定員は約2000人であったが、最盛期の1980年代はその6倍の定員であった。近畿予備校でも生徒数がピーク時の約1割まで落ち込んでいる。
梅垣は介護福祉士の養成学校の立ち上げも検討したが、「予備校は教育産業でなく教育機関だ」というプライドがそれを許さず、サポート校併設という方針になった。2017年新校舎ができ、以後はKinyobi医進として既卒生対象の私立医学部受験専門コースを中心に運営されている。

## 沿革
- 1949年（昭和24年） - 京都に開校
- 2000年（平成20年） - 北海道の通信制高校のサポートを開始
- 2017年（平成29年） - 新校舎完成。Kinyobi医進として既卒生対象の医学部受験専門コースを開講

## 著名な関係者

### 出講講師

#### 英語
- 澤井繁男 - 『現代英語入試問題の諸相』後に関西大学教授

### 出講歴のある人物
- 広中平祐 - 数学者

### 在籍歴のある人物
- 松原好之 - 医系予備校「進学塾ビッグバン」代表。近畿予備校の橋本実をモデルとした予備校講師が出てくる『京都よ、わが情念のはるかな飛翔を支えよ』が第3回すばる文学賞受賞。

## 過去の合格実績
1982年 (昭和57年度) 在籍定員1300名中　合格実績 (在籍者のみ、講習のみ受講は含めず）
京大合格者 265名（医 36名、薬8名、理24名、農30名、工112名、法23名、経18名、文11名、教3名）
医学部合格者 347名
京大・医 36名、東大・理III 1名、阪大・医25名、北大・医2名、東北大・医1名、名大・医1名、九大・医1名、金大・医12名、千大・医1名、岡大・医9名、長崎大・医2名、熊大・医1名、東京医歯大2名、群大・医2名、鳥大・医18名、名市大・医1名、神大・医17名、秋大・医2名、筑大・医2名、広大・医3名、山口大・医4名、徳大・医4名、三重大・医3名、愛媛大・医2名、鹿大・医2名、滋賀医大35名、富山医薬大・医3名、福井医大14名、島根医大2名、香川医大4名、高知医大3名、宮崎医大2名、京府医大39名、奈県医大11名、和県医大2名、大市大・医21名、防医大40名、自治医大17名
慶応・医20名、大阪医大98名

## 逸話
- 『その男、副署長・京都河原町署事件ファイルI』 - season1（2007年）第7話「河原町署最大の危機...襲われた女署長!!」で、近畿予備校がロケ地となった。(西村和彦が扮する近畿予備校 元講師、一谷真由美が扮する近畿予備校 校長、柴田善行が扮する近畿予備校 講師)